# Mannschaftskader der polnischen Mannschaftsmeisterschaft im Schach 1963
Die Liste der Mannschaftskader der polnischen Mannschaftsmeisterschaft im Schach 1963 enthält (soweit bekannt) alle Spieler, die in der Endrunde der polnischen Mannschaftsmeisterschaft im Schach 1963 mindestens einmal eingesetzt wurden, mit ihren Einzelergebnissen.

## Allgemeines
Punktbester Spieler war Czesław Jędrzejek (KKSz Kraków) mit 10 Punkten aus 11 Partien, je 9 Punkte erreichten Ryszard Drozd (AKS Chorzów) und Jerzy Kostro (Hutnik Howa Huta), wobei Kostro 10 Partien spielte, Drozd 11.

## Legende
Die nachstehenden Tabellen enthalten folgende Informationen:
- Nr.: Ranglistennummer; ein zusätzliches "J" bezeichnet Jugendliche, ein zusätzliches "W" Frauen
- Pkt.: Anzahl der erreichten Punkte
- Partien: Anzahl der gespielten Partien

## WKSz Legion Warszawa
| Nr. | Name                  | Pkt. | Partien |
| --- | --------------------- | ---- | ------- |
| 1   | Kazimierz Plater      | 4,5  | 9       |
| 2   | Andrzej Filipowicz    | 5,5  | 10      |
| 3   | Janusz Szukszta       | 5,5  | 9       |
| 4   | Stanisław Gawlikowski | 7    | 9       |
| 5   | Andrzej Adamski       | 5,5  | 7       |
| 6   | Władysław Litmanowicz | 3    | 6       |
| 7   | Andrzej Pytlakowski   | 1,5  | 3       |
| 8   | Natan Borowski        | 0,5  | 2       |
| 9   | Emanuel Sztejn        | 7    | 9       |
| 10  | Leon Tomaszewicz      | 1    | 2       |
| J1  | Władysław Schinzel    | 7    | 8       |
| J2  | Tadeusz Klecha        | 0,5  | 3       |
| W1  | Jolanta Szota         | 7,5  | 11      |

## SKS Start Łódź
| Nr. | Name                | Pkt. | Partien |
| --- | ------------------- | ---- | ------- |
| 1   | Witold Balcerowski  | 4,5  | 11      |
| 2   | Jan Gadaliński      |      |         |
| 3   | Wiktor Matkowski    | 8,5  | 10      |
| 4   | Tadeusz Żółtek      | 6,5  | 11      |
| 5   | Marek Fijałkowski   | 8    | 11      |
| 6   | Tadeusz Chmielewski |      |         |
| J1  | Andrzej Łuczak      | 7    | 11      |
| W1  | Róża Herman         |      |         |

## KS Start Katowice
| Nr. | Name                   | Pkt. | Partien |
| --- | ---------------------- | ---- | ------- |
| 1   | Edward Nahlik          | 5    | 11      |
| 2   | Wiktor Balcarek        |      |         |
| 3   | Adam Dzięciołowski     | 7,5  | 11      |
| 4   | Wacław Łuczynowicz     |      |         |
| 5   | Marek Szpakowski       | 7    | 10      |
| 6   | Stanisław Kornasiewicz | 8    | 11      |
| J1  | Wojciech Radecki       |      |         |
| W1  | Aleksandra Szpakowska  | 7    | 11      |

## KS Hutnik Nowa Huta
| Nr. | Name               | Pkt. | Partien |
| --- | ------------------ | ---- | ------- |
| 1   | Jacek Bednarski    | 7,5  | 11      |
| 2   | Jerzy Kostro       | 9    | 10      |
| 3   | Stanisław Porębski | 7    | 11      |
| 4   | Tadeusz Maczek     |      |         |
| 5   | Czesław Michalunio |      |         |
| 6   | Józef Lesiak       |      |         |
| J1  | Roman Blimke       |      |         |
| W1  | Elżbieta Kowalska  |      |         |

## AKS Chorzow
| Nr. | Name             | Pkt. | Partien |
| --- | ---------------- | ---- | ------- |
| 1   | Ryszard Drozd    | 9    | 11      |
| 2   | Henryk Fronczek  |      |         |
| 3   | Zygmunt Gabryś   |      |         |
| 4   | Henryk Fabian    | 8    | 11      |
| 5   | Stefan Kempa     |      |         |
| 6   | Czesław Leśnik   |      |         |
| J1  | Jerzy Jakubiec   |      |         |
| W1  | Krystyna Korzuch |      |         |

## AZS Kraków
| Nr. | Name                   | Pkt. | Partien |
| --- | ---------------------- | ---- | ------- |
| 1   | Marek Galewicz         | 5    | 11      |
| 2   | Edward Kłaput          |      |         |
| 3   | Andrzej Trzeszczkowski |      |         |
| 4   | Ryszard Serwa          |      |         |
| 5   | Bronisław Marciszewski | 7    | 10      |
| 6   | Kazimierz Wojtasiewicz |      |         |
| J1  | Mieczysław Gąsior      |      |         |
| W1  | Henryka Konarkowska    | 8    | 11      |

## KKSz Kraków
| Nr. | Name               | Pkt. | Partien |
| --- | ------------------ | ---- | ------- |
| 1   | Bogdan Śliwa       | 6    | 10      |
| 2   | Edward Arłamowski  |      |         |
| 3   | Zbigniew Węglowski |      |         |
| 4   | Józef Stokłosa     |      |         |
| 5   | Czesław Wesołowski |      |         |
| 6   | Kazimierz Woźniak  |      |         |
| J1  | Czesław Jędrzejek  | 10   | 11      |
| W1  | Jadwiga Kołacz     |      |         |

## LKS Pogoń Wrocław
| Nr. | Name                  | Pkt. | Partien |
| --- | --------------------- | ---- | ------- |
| 1   | Zbigniew Doda         | 3    | 11      |
| 2   | Włodzimierz Schmidt   | 4    | 7       |
| 3   | Benedykt Seruś        |      |         |
| 4   | Władysław Pojedziniec |      |         |
| 5   | Ryszard Wyganowski    |      |         |
| 6   | Władysław Rudak       |      |         |
| 7   | Erwin Tiberger        |      |         |
| 8   | Romuald Kuśnierz      | 6,5  | 8       |
| J1  | Marian Kwieciński     |      |         |
| W1  | Danuta Samolewicz     |      |         |

## KKS KS Maraton Warszawa
| Nr. | Name                  | Pkt. | Partien |
| --- | --------------------- | ---- | ------- |
| 1   | Romuald Grąbczewski   | 5    | 11      |
| 2   | Stefan Brzózka        |      |         |
| 3   | Wojciech Zabierzański |      |         |
| 4   | Zbigniew Cylwik       | 7,5  | 11      |
| 5   | J.Załęski             |      |         |
| 6   | Bogdan Olejarczyk     | 5    | 7       |
| J1  | Mulawa                |      |         |
| W1  | Romana Sobolewska     | 6,5  | 11      |

## RKS Drukarz Warszawa
| Nr. | Name                   | Pkt. | Partien |
| --- | ---------------------- | ---- | ------- |
| 1   | Andrzej Adamski        | 6    | 11      |
| 2   | Janusz Szpotański      | 7    | 11      |
| 3   | Janusz Majacki         |      |         |
| 4   | Jan Eberle             | 7    | 10      |
| 5   | Zygmunt Martin         |      |         |
| 6   | Wojciech Harmata       |      |         |
| J1  | Kazimierz Marcinkowski |      |         |
| W1  | Barbara Gos            |      |         |
| W2  | Helena Neuman          |      |         |

## WKS Flota Gdynia
| Nr. | Name                   | Pkt. | Partien |
| --- | ---------------------- | ---- | ------- |
| 1   | Marian Ziembiński      | 5,5  | 11      |
| 2   | Jerzy Dreszer          |      |         |
| 3   | Stanisław Szczepaniec  |      |         |
| 4   | Gozdowski              |      |         |
| 5   | Mieczysław Nakonieczny |      |         |
| 6   | Antoni Sieroń          |      |         |
| 7   | Bogusław Kruczyński    | 5    | 9       |
| J1  | Sobkowski              | 7,5  | 11      |
| W1  | Myszewska              |      |         |

## KKS Lech Poznań
| Nr. | Name               | Pkt. | Partien |
| --- | ------------------ | ---- | ------- |
| 1   | Bolesław Rożański  | 3    | 11      |
| 2   | Konrad Karwecki    | 2,5  | 11      |
| 3   | Czesław Kędziora   | 4    | 11      |
| 4   | Ryszard Bernard    | 0,5  | 2       |
| 5   | Zbigniew Skweres   | 2    | 10      |
| 6   | Michał Zieliński   | 4    | 10      |
| 7   | Bolesław Zborowski | 5,5  | 7       |
| 8   | Lech Ziętkiewicz   | 0,5  | 4       |
| J1  | Eugeniusz Półtorak | 5,5  | 11      |
| W1  | Danuta Adamczewska | 5    | 8       |
| W2  | Urszula Majewicz   | 0,5  | 3       |